# 粉嶺／上水新市鎮
粉嶺／上水新市鎮（英語：Fanling-Sheung Shui New Town），是香港新界北區一個綜合發展的新市鎮，範圍包括粉嶺及上水。

## 地理
粉嶺/上水新市鎮位於香港北區，是香港最北部的新市鎮，鄰近深圳市。
新市鎮由上水和粉嶺兩個分區組成，範圍東至粉嶺聯和墟馬適路，南至粉嶺塘坑馬會道、和興村、畫眉山交界，西至上水工業區、石上河一帶，北至馬會道與文錦渡路，梧桐河交界。新市鎮被麻芴河、畫眉山、石上河和梧桐河所圍繞，總發展面積為7.8平方公里。粉嶺／上水新市鎮一帶屬粉嶺低地，以平地、丘陵為主，与元朗及天水圍是香港少數不涉及填海建設的新市鎮。新市鎮大致可分為上水市中心及石湖墟、粉嶺市中心、聯和墟、粉嶺南和上水第36區（上水南）各部分。

## 歷史
在粉嶺／上水新市鎮未發展之前，上水和粉嶺一帶早已有多條鄉村發展，現今新市鎮範圍原屬包括菜園村、上水鄉、粉嶺圍、黃崗山村、安樂村、天平山村、石湖村、馬屎埔村、靈山村、吳屋村、雞嶺村、和合石村、田心村、掃管埔村等鄉村和農田的部分或全部用地。當時區內的商業和墟市主要在石湖墟和聯和墟。港英政府於1970年代後期開始發展上水和粉嶺一帶為現代化新市鎮。其中首先發展上水市中心及石湖墟一帶；其後陸續發展粉嶺鐵路站以北一帶；到了90年代初發展聯和墟和粉嶺南一帶為現代化社區；並在2000年代開始發展上水第36區。

## 上水市中心及石湖墟發展

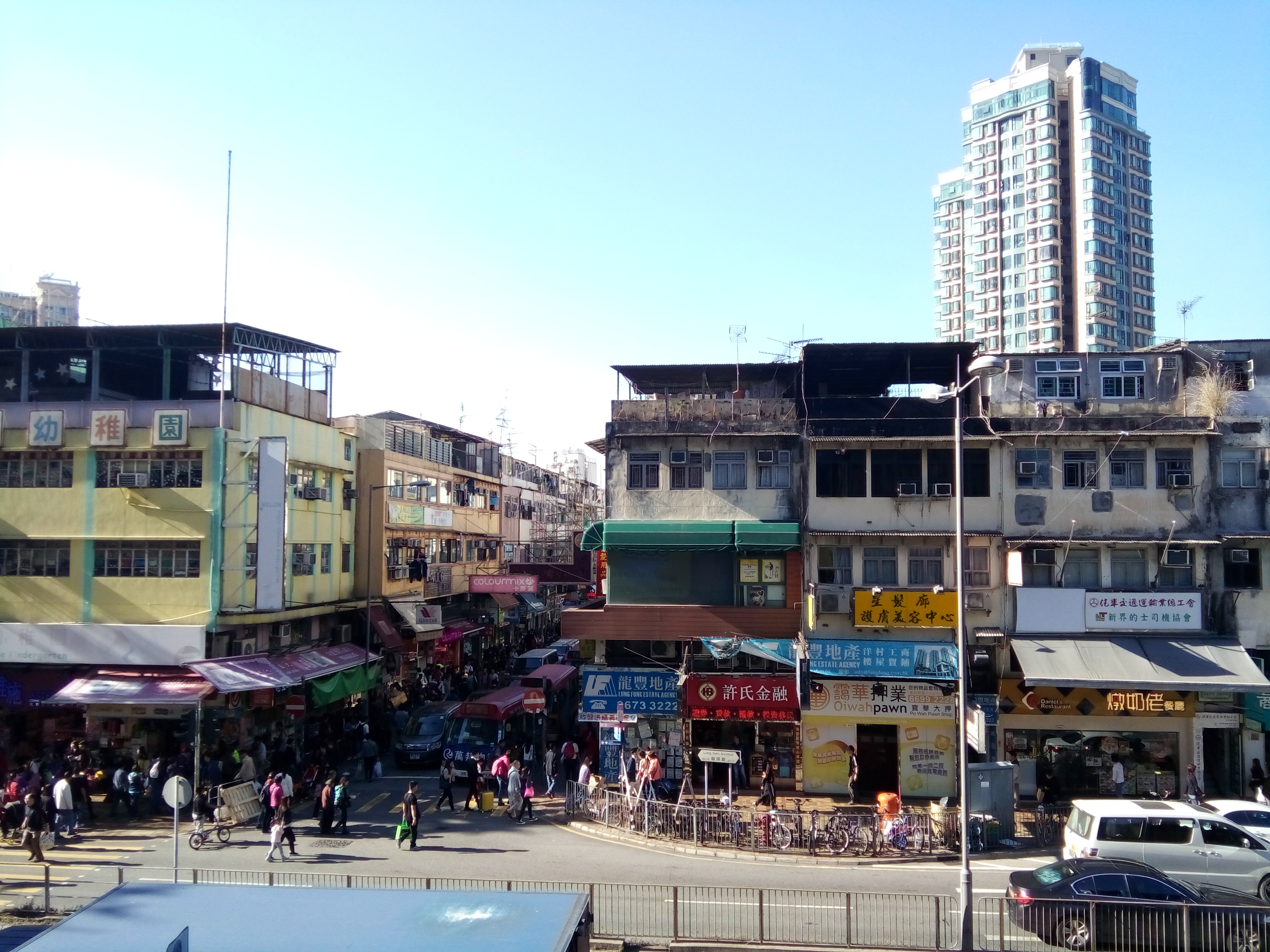
石湖墟近龍琛路

新市鎮發展之初，第一個發展項目為上水鐵路站以南的公共屋邨彩園邨。該地原為菜園村的土地，後來先被政府收回及平整，並於1978年開始興建，1981年落成陸續入伙。當時市鎮中心內的商場和社區並未開始興建，居民日常消費都在火車站北面的石湖墟進行。因此石湖墟是新市鎮早期發展的重心地帶，即使今天，石湖墟依然是上水最繁盛的地方。另外屋邨旁的居屋屋苑旭埔苑和彩蒲苑分別於1982及1984年落成並陸續入伙，為市鎮內的第一批居屋屋苑。
1980年代初同時開始發展上水東北部的天平山村一帶，大批村屋被清拆以騰出土地興建公屋和屋苑。包括於1986年入伙的天平邨、居屋屋苑安盛苑、翠麗花園、私人住宅奕翠園等。而市鎮主要康樂設施亦集中在此區域，包括上水游泳池、北區運動場、龍琛路體育館等。
上水北部一帶主要是工業和倉庫中心，不但為新市鎮居民提供工作機會，更是為中港貨運貿易運作提供一大場地。近年該區因自由行政策漏洞，成為水貨倉庫集中地，大量中港水貨客聚集和隨地散貨，製造大量垃圾，使當地衛生環境惡劣，亦引起區內居民對水貨客所造成的滋擾而不滿。
此外新市鎮早期以上水石湖墟為發展中心，而石湖墟東南方被規劃為新市鎮的市中心，即包括現在上水廣場、新都廣場、上水中心、上水名都、龍豐花園及石湖墟綜合大樓在內的地帶。1990年代初期，市中心內逐漸有住宅屋苑及社區設施的落成，當中上水廣場於1995年落成，為新界北唯一一幢甲級寫字樓大廈。
市中心商業區發展歷程：
- 1991年：新都廣場落成入伙、龍豐花園落成入伙
- 1992年：上水名都落成入伙
- 1993年：上水中心落成入伙
- 1994年：石湖墟政府綜合大樓啟用
- 1995年：上水廣場開幕
- 2014年：上水匯開幕

## 粉嶺站一帶的發展

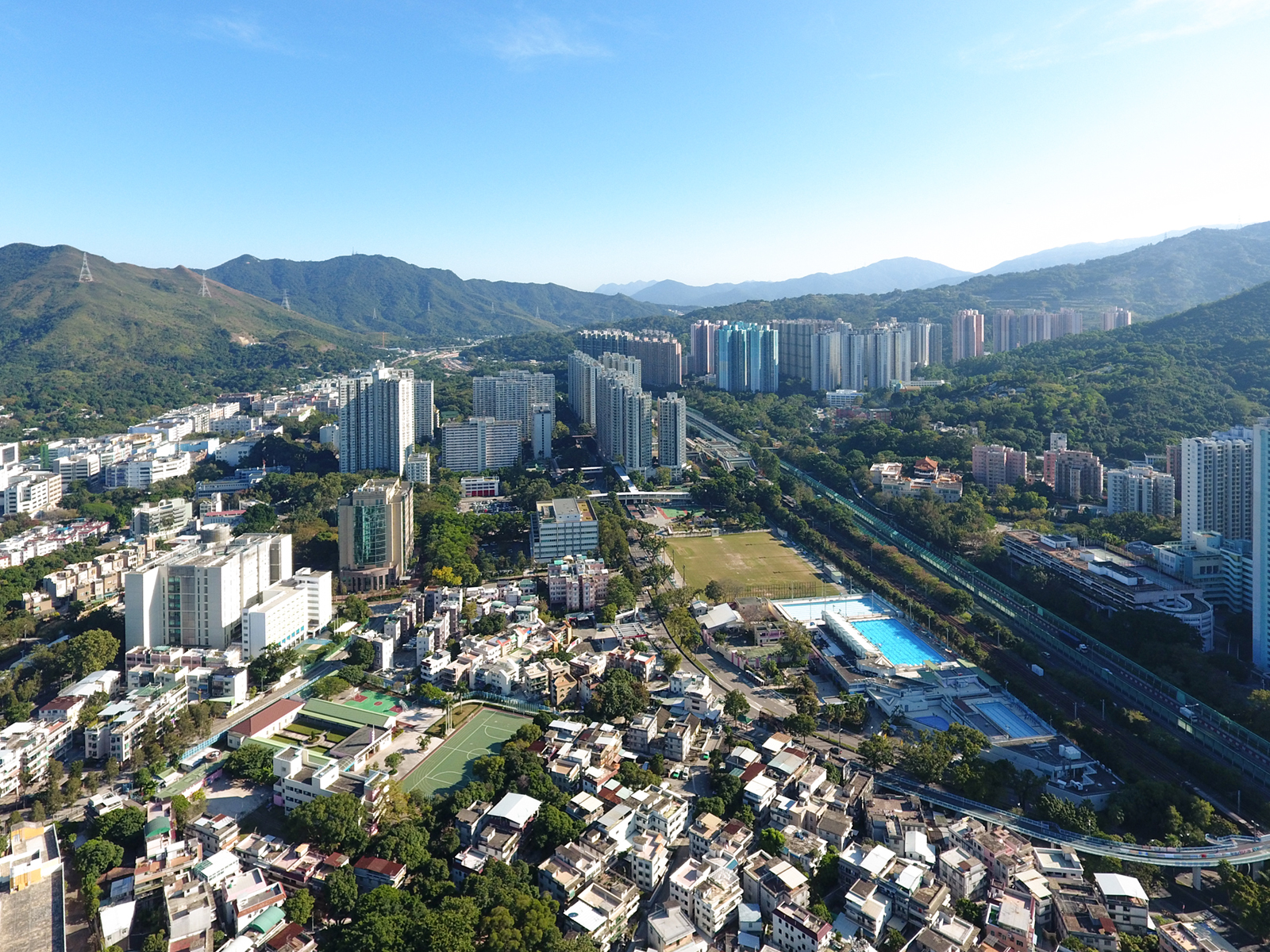
航拍粉嶺一帶的建築物（2017年）

新市鎮發展其後，工程不斷展開，粉嶺站一帶為第二個發展的地帶。包括1984年落成的祥華邨，是市鎮內第二個公共屋邨，是北區最大型的公共屋邨。不過當時粉嶺的發展才剛展開，鄰近火車站的屋苑和商場尚未興建。因此居民便要到上水石湖墟或粉嶺北部的聯和墟購物。而在粉嶺站至粉嶺圍的一片地帶則逐漸發展為粉嶺的康樂和北區政府設施集中地，包括粉嶺游泳池、北區政府合署、粉嶺法院大樓、粉嶺遊樂場、粉嶺健康中心及前粉嶺女童院。
位於粉嶺鎮東北的大型工業邨安樂村於1980年代中期開始發展，原有村屋陸續拆卸，並在興建工業大廈，為市鎮內一大通勤重地。至於粉嶺站鄰近的屋苑及商場亦在90年代陸續落成。包括粉嶺中心於1990-1991年入伙；粉嶺名都亦於1993年入伙，為附近居民提供購物設施，因此粉嶺站一帶商場可算是粉嶺市中心，不過這些商場始終不及上水市中心的購物中心集中和方便，部分粉嶺居民仍選擇上水市中心消費。

## 粉嶺南的發展
粉嶺南為現時市鎮內人口密度最高的地帶，各個公共屋邨、居屋和私人屋苑於90年代中期開始相繼落成，使這地帶成為粉嶺的主要住宅區。當中的華明邨於1990年落成入伙。因為鄰近和合石墳場及地處偏遠，所以早期出租情況並不理想，後來政府推出優惠政策吸引租戶入住。而華心邨於1995年落成，其後於2000年，公共屋苑雍盛苑入伙；私人住宅方面，花都廣場、碧湖花園及牽晴間於90年代中期至後期陸續入伙；居屋方面，欣盛苑於1993年落成入伙，景盛苑於1995年開始陸續入伙，昌盛苑於2000年入伙。
2015年，位於花都廣場附近的粉嶺南政府綜合大樓開幕，為北區居民提供更多社區服務設施，亦減輕現有社區設施的需求壓力。
至於粉嶺西南部亦有住宅發展，包括公共屋邨嘉福邨於1994年落成入伙；而邨內的居屋屋苑嘉盛苑則於1995年入伙。另外較低密度的私人屋苑亦集中在這區發展，包括百福花園等私人住宅也位於這區，住宅帶沿百和路一直伸延至上水蔚翠花園、維也納花園附近。

## 聯和墟的發展
聯和墟早於1951年建墟，但墟內及其附近一帶的現代化發展卻要到90年代才展開。
踏入90年代，聯和墟一帶開始有居屋屋苑和私人住宅落成。居屋屋苑榮福中心和榮輝中心分別於1993及1996年落成入伙；私人住宅方面，海聯廣場為較早期的發展，於1994年入伙。該地從前為俗稱「白屋仔」的聯和新村，後來清拆村屋後才建成現在的私人住宅，附近很多屋苑也是填平田地和清拆村屋後建成的。1999年綠悠軒落成，連同之後的帝庭軒和御庭軒（分別於2000及2003年入伙）均是聯和墟近年發展的較大型屋苑。
至於舊墟方面，2000年代初舊街市被拆卸，並搬到新建成、位於御庭軒的政府綜合大樓。包括街市、圖書館連自修室、體育館、社區會堂、環境資源中心等，為聯和墟一帶的居民提供服務。
2015年開始，聯和墟新發展大型私人住宅瓏山一號和逸峯，其中位於逸峯的大型商場更設有戲院，將成為北區另一個大型商業中心。

## 上水南的發展
在1980年代後期，1990年代初上水南部一帶已有初部發展，包括位於彩園邨及粉嶺公路以南一帶的太平邨於1989年落成入伙，為新市鎮內第四個公共屋邨，而鄰近的威尼斯花園亦於1993年入伙。同時，位於附近的北區醫院在1998年落成。
2000年代開始大規模發展上水南。主要發展為清曉路一帶，名為「粉嶺／上水第36區」的發展區。成為新市鎮現今主要新發展地帶。該區首期的發展為2003年開課之三座新建校舍，包括曾梅千禧學校、佛教正慧小學及風采中學三所學校。
而住宅發展方面，發展區首個公共屋邨清河邨第三期於2006年開始陸續落成入伙，而第一、二期（包括屋邨商場）則因承建商資不抵債而一度爛尾，最後延至2008年7月落成，同時附近一帶的私人屋苑御皇庭、顯峰及御景峰相繼落成。
而上水南第二條公共屋邨祥龍圍邨在2015年完工，位於清曉路／保健路／丙岡路交界、原擬興建房協夾屋的用地，包括兩座樓高33和37層之大廈、一座樓高4層之商鋪／社會福利設施及其他相關設施。
同時隨區內人口增多，政府於粉嶺／上水第28A區，即上水官立中學側興建多層室內體育館，設有多用途主場館、乒乓球室、室內緩跑徑等設施，應付區內居民對體育場館之需求。體育館於2012年3月落成啟用，名為「保榮路體育館」。而位於祥龍圍邨附近的用地，則於2017年建成東華三院馬錦燦紀念小學新校舍，以應付北區學位需求緊張問題。此外因應人口持續增加，醫管局落實擴建北區醫院，將附近一片政府用地作為醫院二期之用而應付需求。
而在2017年，政府決定在清河邨加建多一座樓宇，其後於2021年中獲選為綠表置居計劃屋苑，同年年尾命名為清濤苑，並預計於2024年完工。

## 缺點

### 位置偏遠
粉嶺/上水新市鎮除了與深圳有近在咫尺的優勢外，距離其他市區地方均極遠，車程往往超過一小時，令人卻步。

## 未來發展
根據香港政府最新規劃，古洞北及粉嶺北新發展區將是粉嶺／上水新市鎮的擴展部分，整合為粉嶺／上水／古洞新市鎮。全面發展完成後，估計新市鎮總人口可容納約460,000人居住
2014年民建聯獲香港建造商會研究基金撥款，研究如何活化聯和墟、大埔墟和石湖墟。民建聯提長為了配合新界東北發展計劃，原墟市既需要保育各自文化特色，亦需要注入新的元素。在香港大學建築學院的協助下，研究團隊舉辦多場地區工作坊，諮詢居民、商戶及學生等意見。最終建議石湖墟符興街列為永久行人專用區，與新康街連接，令到區內商業活動更加聚集，而位於符興街的食物安全中心辦事處亦為特色建築，可以作為社區用途，在旁擺設露天茶座，有關建議獲得有關部門接納。惟時至今日，相關建議仍沒有進一步規劃和落實。

## 市鎮康樂及娛樂設施

### 主要公園及休憩用地

#### 上水
- 北區公園
- 上水花園
- 石湖墟賽馬會遊樂場

#### 粉嶺
- 粉嶺康樂公園
- 粉嶺遊樂場
- 百福田心遊樂場

### 文康設施

#### 上水
- 北區大會堂
- 北區運動場
- 上水游泳池
- 天平體育館
- 保榮路體育館
- 龍琛路體育館
- 上水公共圖書館

#### 粉嶺
- 粉嶺游泳池
- 和興體育館
- 聯和墟體育館
- 聯和墟球場
- 粉嶺公共圖書館
- 粉嶺南公共圖書館

## 大型購物中心
- 上水匯
- 上水廣場
- 上水廣場2
- 彩園商場
- 上水中心購物商場
- 上水名都商場
- 天平新城
- 翠麗花園商場
- 清河商場
- 祥龍薈
- 嘉福商場
- 帝庭軒購物商場
- 逸峯廣場
- 海聯廣場
- 粉嶺中心購物商場
- 粉嶺名都商場
- 牽晴間購物廣場
- 碧湖商場
- 華心商場
- 花都廣場
- 華明商場
- 雍盛商場
- 皇后山商場
- 清濤商場

## 主要道路
- 沙頭角公路
- 馬適路
- 粉嶺樓路
- 馬會道
- 新運路
- 粉嶺公路
- 掃管埔路
- 天平路
- 龍琛路
- 新豐路
- 寶運路
- 寶石湖路
- 龍運街
- 彩園路
- 粉錦公路
- 保健路
- 清曉路
- 百和路
- 置福圍
- 一鳴路
- 華明路
- 和興路

## 影視作品
- 焚城
- 每當變幻時

## 外部連結
- 土木工程拓展署─粉嶺/上水新市鎮
- 規劃署－粉嶺上水 （页面存档备份，存于）
- 新市鎮的發展：粉嶺／上水 （页面存档备份，存于），香港地方